# Battison Haynes

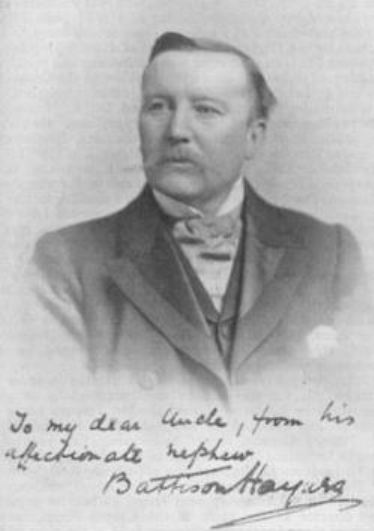
Battison Haynes, Porträtfoto mit eigenhändiger Widmung für seinen Onkel

Walter Battison Haynes (* 21. November 1859 in Kempsey/Worcestershire; † 4. Februar 1900 in London) war ein britischer Organist, Pianist und Komponist.

## Leben
Battinson Haynes erhielt den ersten Musikunterricht von seinem Onkel William Haynes. Ab 1878 studierte er am Leipziger Konservatorium bei Salomon Jadassohn und Carl Reinecke. An der School for the Higher Development of Piano Playing setzte er seine Ausbildung bei Frank Taylor (Klavier) und Ebenezer Prout (Harmonielehre) fort.
Er wurde Musikdirektor am Londoner Borough Polytechnic und ab 1884 Organist an St. Philip. Ab 1891 war er als Nachfolger von John Frost Organist und Chorleiter der Savoy Chapel. Daneben wirkte er ab 1890 als Professor für Harmonielehre und Komposition an der Royal Academy of Music. Beide Positionen hatte er bis zu seinem Tod inne.
Als Komponist wurde Haynes vor allem mit kirchenmusikalischen Werken bekannt, darunter den Vertonungen des Magnificat und Nunc dimittis und Anthems wie The sun is careering in glory and might. Außerdem komponierte er u. a. Violin- und Klavierwerke, Lieder und Duette und zwei Kantaten für Frauenstimmen.